# Kolding Ketcher Center
Kolding Ketcher Center er et sportsanlæg, der består af to haller, én til tennis og én til badminton og mange udendørsbaner. Anlægget har også klubarealer,køkken,kontor og cafeteria og ligger i den nordlige del af Kolding.
Sportsanlægget huser til hverdag, Kolding Tennisklub og Kolding Badmintonklub. Tennisklubben har 4 indendørsbaner og 10 udendørsbaner, hvoraf den ene er forsænket i terrænet og der er publikum langs siderne. Badmintonklubben har 6 indendørsbaner.På anlægget er der også en petanquebane og en beachvolleybane.